# Hector Joseph de Bruère de Vaurois
Pour les articles homonymes, voir Bruère.
Hector Joseph de Bruère de Vaurois est un homme politique français né le 27 novembre 1769 à Châtillon-sur-Seine (Côte-d'Or) et mort le 26 novembre 1838 à Châtillon-sur-Seine.

## Biographie
Propriétaire, maire de Châtillon-sur-Seine, il est député de la Côte-d'Or de 1815 à 1816, siégeant dans la majorité de la Chambre introuvable.

## Sources
- « Hector Joseph de Bruère de Vaurois », dans Adolphe Robert et Gaston Cougny, Dictionnaire des parlementaires français, Edgar Bourloton, 1889-1891 [détail de l’édition]